# Thai-Denmark Super League (pallavolo maschile)
La Thai-Denmark Super League è un torneo pallavolistico maschile per squadre di club thailandesi.

## Albo d'oro
| Edizione      | Edizione          | Podio             | Podio     | Podio               |
| Anno          | Sede della finale | Campione          | Risultato | Finalista           |
| ------------- | ----------------- | ----------------- | --------- | ------------------- |
| 2014 Dettagli | Bangkok           | Chonburi VC       | 3 - 1     | Nakhon Ratchasima   |
| 2015 Dettagli | Bangkok           | Chonburi VC       | 3 - 2     | Wing 46 Phitsanulok |
| 2016 Dettagli | Bangkok           | Nakhon Ratchasima | 3 - 1     | Chonburi VC         |
| 2017 Dettagli | Bangkok           | Nakhon Ratchasima | 3 - 1     | Air Force           |

## Palmarès
| Squadra           | Titolo | Stagione   |
| ----------------- | ------ | ---------- |
| Chonburi VC       | 2      | 2014, 2015 |
| Nakhon Ratchasima | 2      | 2016, 2017 |